# Побоч
Побоч (укр. Побіч) — село в Золочевской городской общине Золочевского района Львовской области Украины.
Население по переписи 2001 года составляло 198 человек. Занимает площадь 0,618 км². Почтовый индекс — 80713. Телефонный код — 3265.